# Heterostemma cuspidatum
Heterostemma cuspidatum är en oleanderväxtart som beskrevs av Joseph Decaisne. Heterostemma cuspidatum ingår i släktet Heterostemma och familjen oleanderväxter. Inga underarter finns listade i Catalogue of Life.